# Juan Pablo Rebella
Pour les articles homonymes, voir Rebella.
Juan Pablo Rebella, né à Montevideo (Uruguay) le 3 décembre 1974 et mort dans cette ville le 5 juillet 2006, est un réalisateur et scénariste uruguayen.

## Filmographie

### Au cinéma

#### Comme réalisateur et scénariste
- 1996 : Víctor y los elegidos
- 2001 : 25 Watts
- 2004 : Whisky